# Dzięcioł białoszyi

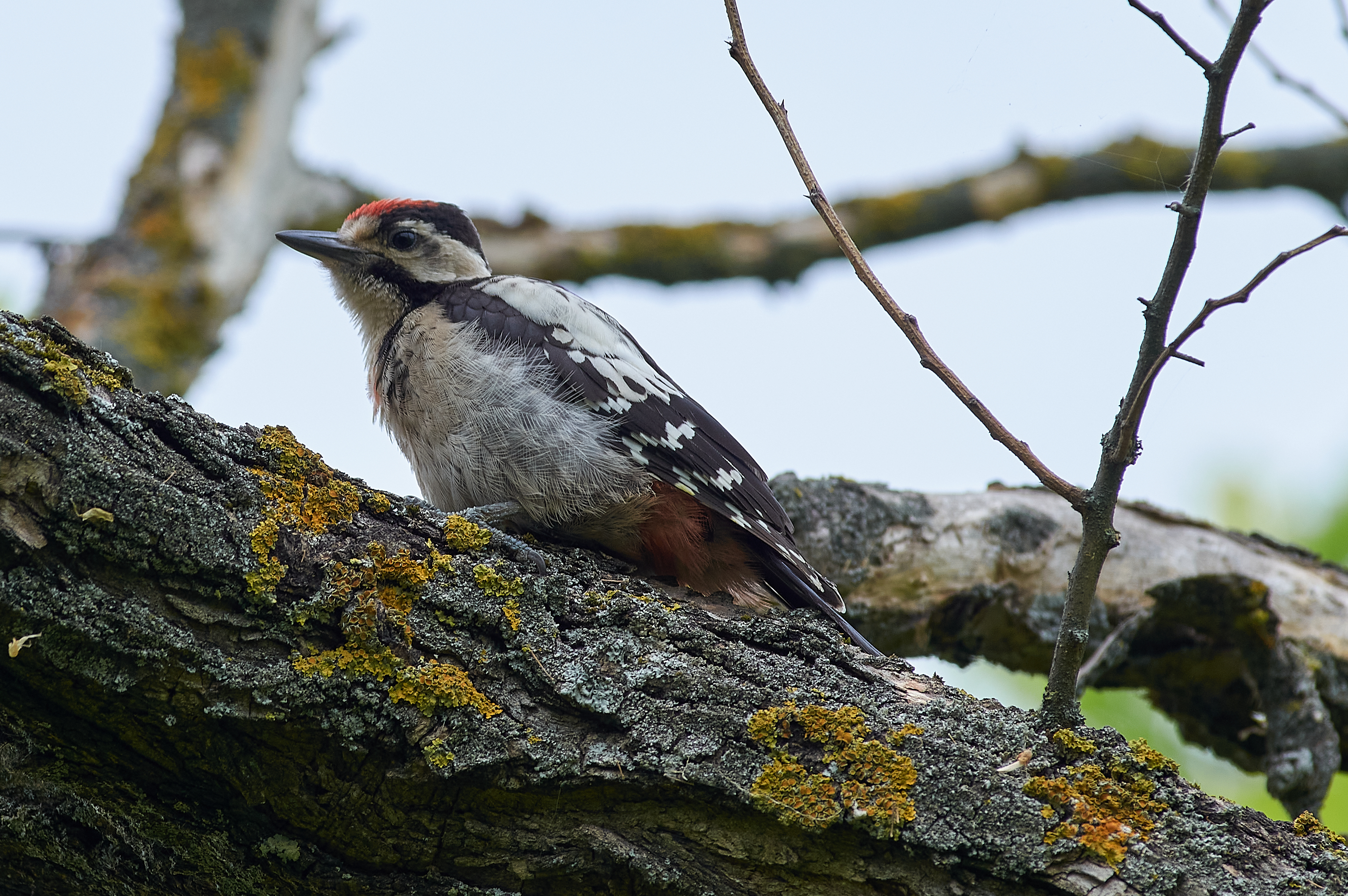
Ptak młody juv.

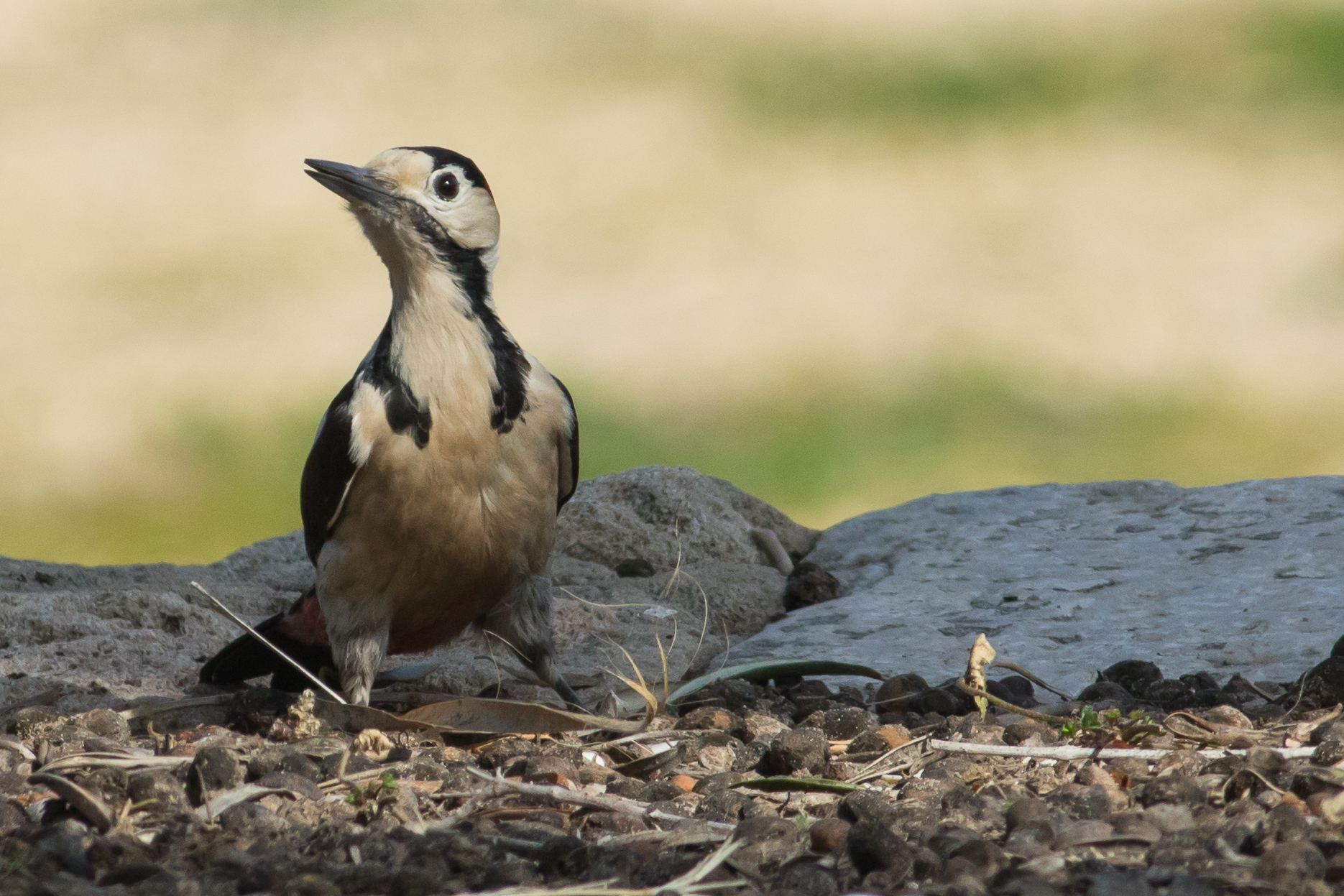
Pożywienia szuka też na ziemi.

Dzięcioł białoszyi, dzięcioł syryjski (Dendrocopos syriacus) – gatunek średniej wielkości ptaka z rodziny dzięciołowatych (Picidae). Osiadły.

## Występowanie[7]
Zamieszkuje środkową i południowo-wschodnią Europę, Azję Mniejszą i Bliski Wschód.
Dawniej zamieszkiwał jedynie północną część Azji Zachodniej. Pod koniec XIX wieku rozpoczął ekspansję ku północy, stopniowo zasiedlając Bałkany, Rumunię, Węgry, Ukrainę, Czechy, Słowację, Austrię, Polskę i południowo-zachodnią Rosję. Za ekspansję głównie odpowiadają ptaki młode. Można oczekiwać na jego wkraczanie do innych państw.
W Polsce nieliczny ptak lęgowy na południowym wschodzie, rozprzestrzenia się na północ i na zachód. Pierwsze stwierdzenie dzięcioła białoszyjego na terenie kraju miało miejsce w 1978 roku w okolicach Rzeszowa, a pierwszy lęg w 1979 roku. W latach 2008–2012 jego liczebność szacowano na 1000–2000 par lęgowych, te same liczby podano też dla lat 2013–2018.
Historia ekspansji w Europie
1880- początek ekspansji na Europę.
Bosfor i Dardanele są prawdopodobnie jedynymi miejscami, przez które przedostał się do Europy.
1890- północna Bułgaria, okolice wsi Srebrana.
1880-1890- podbój Bałkanów.
1899- Serbia, Nis
1917- Macedonia
1920- kolonizacja Grecji
1928- Wojwodino, Stary Vrbas
1930- tereny obecnej Chorwacji, potem Słowenii, południowe Węgry
1931- Rumunia, Buzau
1937- pierwszy lęg w Węgrzech, okolice Kiskunfélegyháza (w 20 lat podbił całe Węgry)
1944- skolonizowanie całej Rumunii
1949- pierwszy odstrzał, Słowenia, Senne
początek lat 50. XX wieku- stwierdzenie w Albanii
1951- pierwszy lęg w Austrii, północny Burgenland, Czechy, Lednice
1953- Czechy (wtedy Czechosłowacja), Břeclav (występuje jedynie we wschodnich Czechach)
1954- północne tereny dzisiejszej Słowenii, Bardejów
1969- Czarnogóra
1996- Bośnia i Hercegowina (w 2008 stwierdzono lęg)
koniec XX wieku- rozprzestrzenienie się na całą Słowenię
Górzyste Bałkany utrudniły dalszą ekspansję. Jego rozprzestrzenianie zwolniło się po początku XXI wieku.
Więcej danych można znaleźć na stronie http://www.ornis-polonica.pl/_pdf/op_2014_3_149-161.pdf.

## Systematyka
Autorzy Handbook of the Birds of the World uznają D. syriacus za gatunek monotypowy, natomiast Międzynarodowy Komitet Ornitologiczny (IOC) wyróżnia 3 podgatunki:
- D. s. syriacus (Hemprich & Ehrenberg, 1833) – środkowa i południowo-wschodnia Europa do Turcji i południowo-zachodniego Iranu
- D. s. transcaucasicus Buturlin, 1910 – Kaukaz Południowy i północny Iran
- D. s. milleri Zarudny, 1909 – południowo-wschodni Iran

## Morfologia

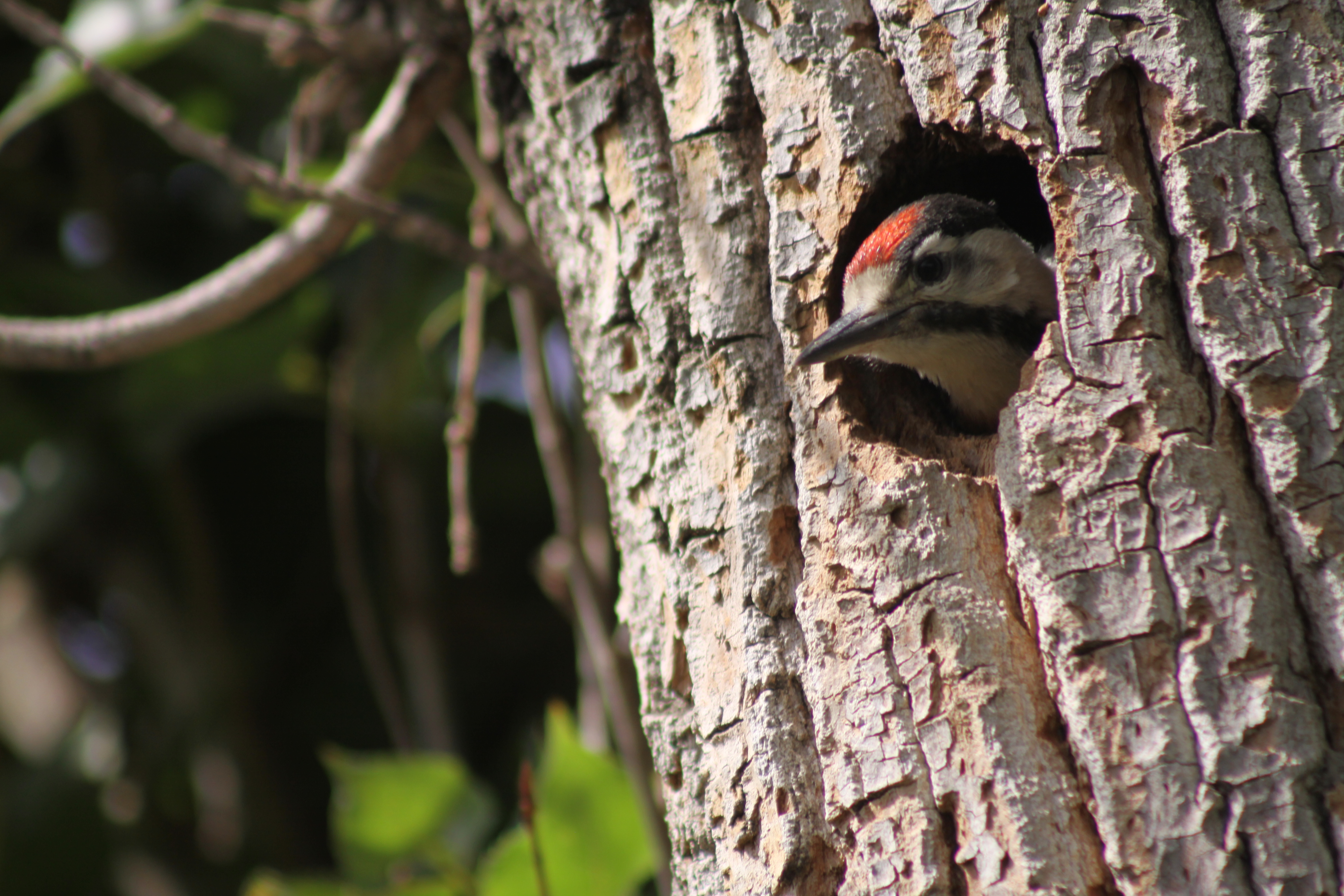
Młoda samica wyglądająca z dziupli.

## Morfologia[7][14]
Wygląd, głos i zachowanieSłabo zaznaczony dymorfizm płciowy. Czoło białe, wierzch głowy czarny (u samca czerwona plama na karku), boki głowy i spód ciała biały. Czarny pasek podbródkowy, przechodzący w plamę. W odróżnieniu od dzięcioła dużego posiada czarną przepaskę na szyi, która oddziela pierś od białego boku szyi. Nie posiada czarnego paska, który oddziela plamę na szyi od policzka. Grzbiet, kuper i skrzydła czarne, na barkach duże białe plamy. Lotki z białymi pasami (u niektórych występuje dodatkowy jeden). Ogon czarny z ledwo widocznymi białymi plamami na bocznych sterówkach (1-2 plamy). Podogonie czerwone. Ptaki w szacie juwenalnej (juv.) mają prążkowaną białą plamę na barkówkach (czasem słabo widoczne lub brak), często czerwonawą pierś, bardziej kreskowany spód ciała oraz większą czerwoną czapeczkę (u samicy nieco mniejszą).: Głos: Głos kontaktowy dzięcioła białoszyjego jest nieco miększy niż dzięcoła dużego. Zdarza się, że jest podobny do odgłosu krwawodzioba „gip”. Ptak bardzo zaniepokojny wydaje je w seriach, a także przeplatać je z „czirr”. Wydaje również trajkoczące „czre-czre-czre”. Bębnienie dłuższe od dzięcioła dużego trwające ok. 0,8-1,2 s, lekko cichnie pod koniec. Ptaki odzywają się bardziej nieregularnie na terenach zabudowanych, niż na wsiach. Trwa krócej niż dzięcioła białogrzbietego. Pisklęta w gnieździe cichsze od dzięcioła dużego. Szczyt aktywności głosowej przypada na wiosnę.: Zachowanie: Po okresie lęgowym prowadzi samotniczy tryb życia, nie wykazując żadnego terytorializmu. W miejscach gdzie pokarmu jest dużo, można spotkać kilka ptaków. Jego zachowanie przypomina dzięcioła dużego, wobec którego może być agresywny, zwłaszcza jeśli dwa ptaki spotkają się w jednym miejscu.
Wymiary średnie
- długość ciała ok. 23–25 cm
- rozpiętość skrzydeł 34–39 cm
- masa ciała ok. 70–83 g
- Młoda samica wyglądająca z dziupli.

długość ogona 8 cm

## Ekologia[15][7][16]
Tworzone pary są monogamiczne. Może się krzyżować z dzięciołem dużym.
BiotopPółotwarte tereny rolne, parki, ogrody, winnice, również zadrzewienia w osiedlach ludzkich. Zauważono, że bardzo chętnie osiedla się w osiedlach ludzkich, nawet bardziej licznie, niż przypuszczano. Lęgnie się głównie zieleni miejskiej i nieco rzadziej w naturalnych lub półnaturalnych zadrzewieniach, ogródkach przydomowych, terenach zainwestowanych, ogródkach działkowych i najrzadziej również w cmentarzach. Może też gniazdować w okolicy nasypów na torach. Po okresie lęgowym w: ogródkach przydomowych, naturalnych lub półnaturalnych zadrzewieniach, zieleni miejskiej, terenach zainwestowanych i najrzadziej w ogródkach działkowych. Tak duża liczebność dzięcioła na terenach zurbanizowanych wynika z obecności drzew, dogodnych do gniazdowania, często stanowiące roślinność ozdobną.
Gniazdo : Gniazdo zakłada w kilku gatunkach drzew, głównie w wierzbie białej. Dziuplę wykuwa również w: wierzbie kruchej, dębie czerwonym, wiśni ptasiej, pistacji oraz topoli osice. Zajmuje drzewa mające wysokość 5–25 m i pierśnicy 25–130 cm. Należy pamiętać, że wysokość i pierśnica mogą być mniejsze lub większe, niż podane tutaj wymiary. Najczęściej dziupla jest zakładana na wysokości 3,5–4,5 m w pniu i nieco rzadziej w konarze. Wykuwa on swoje lokum w żywych i miękkich drzewach. Otwór wlotowy ma średnicę około 5 cm.
JajaW kwietniu–maju wyprowadza jeden lęg. Samica składa od 4 do 8 jaj.
Wysiadywanie i opiekaJaja wysiadywane są przez obydwoje rodziców przez 9–14 dni. Lotne już młode wylatują z gniazda po upływie około 24 dni. Są gniazdownikami. Karmione są one owadami i jagodami.
Pożywienie

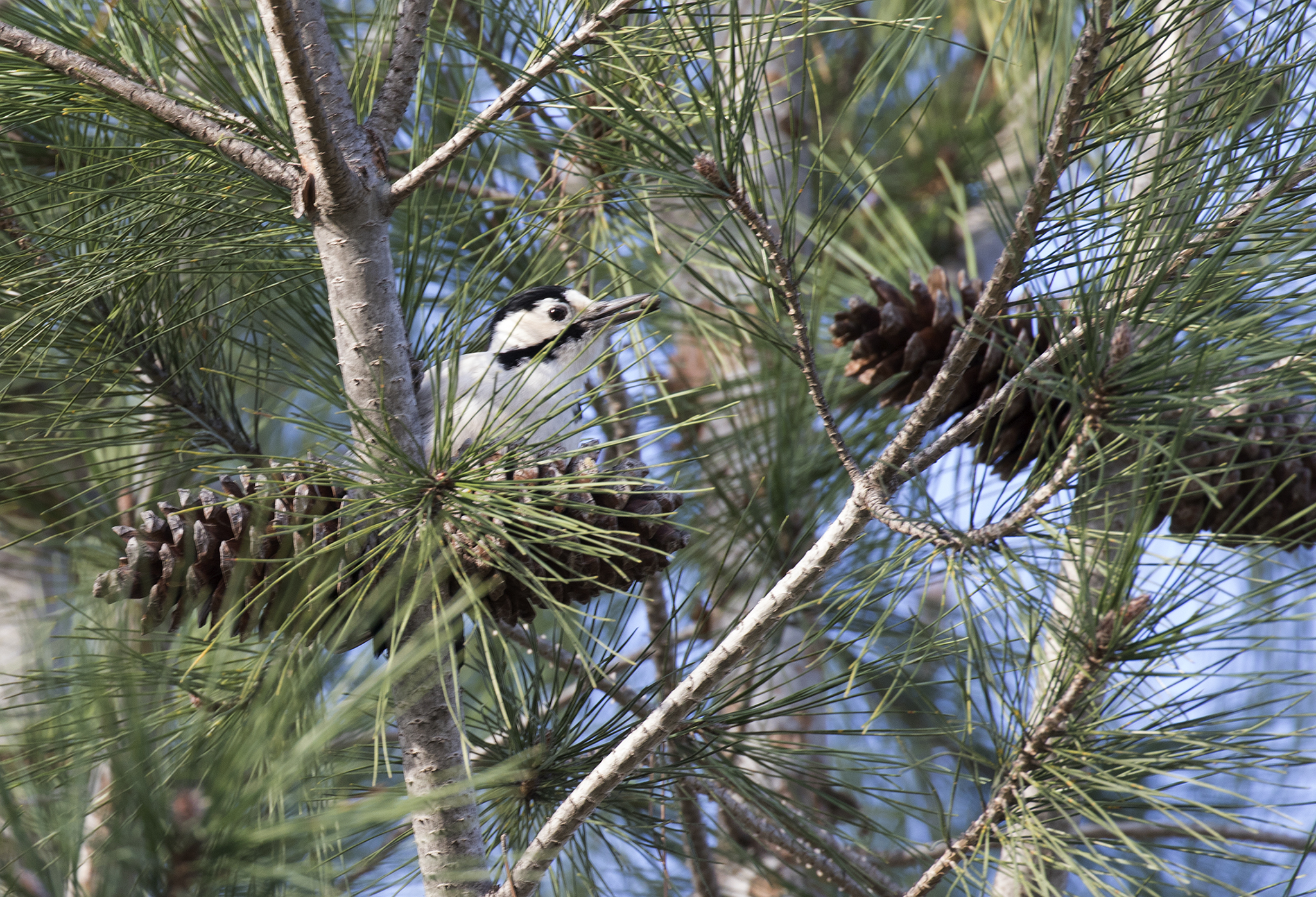
Dzięcioł białoszyi uzupełnia swoją dietę także nasionami drzew.

W skład diety dzięcioła białoszyjego wchodzą owady i pająki. Ważną rolę odgrywa również pokarm roślinny m.in. orzechy włoskie, którymi może się żywić cały rok. Owady zbiera z powierzchni kory lub spod niej, rzadko nakłuwa korę w poszukiwaniu żyjących pod nią owadów. Młode karmi gąsienicami motyli z rodzaju Lepidoptera, potem larwami chrząszczy Coleoptera, chrabąszczów Melolontha melolontha, oraz innymi stawonogami. Im pisklęta są starsze, tym dieta bardziej przekłada się na pokarm roślinny. Karmione są one wtedy: orzechami włoskimi, wiśnią ptasią oraz wiśnią pospolitą. Dorosłe ptaki także żywią się owocami, głównie jesienią i zimą.

## Status, ochrona i liczebność[7]
Międzynarodowa Unia Ochrony Przyrody (IUCN) uznaje dzięcioła białoszyjego za gatunek najmniejszej troski (LC – Least Concern) nieprzerwanie od 1988 roku. Liczebność światowej populacji, obliczona w oparciu o szacunki organizacji BirdLife International dla Europy z 2015 roku, mieści się w przedziale 0,6–1,5 miliona dorosłych osobników. Globalny trend liczebności populacji uznawany jest za wzrostowy, choć w niektórych miejscach uznawana jest za spadkowa.
W Polsce objęty ochroną gatunkową ścisłą. Został sklasyfikowany jako gatunek najmniejszej troski (LC). Nie wymaga zabiegów ochroniarskich. W Polsce zagęszczenie dzięcioła białoszyjego (Dendrocopos syriacus) to ok. 5,5-21,8 par na 10km². W Krakowie te wartości to 5,5-7,5 par na 10km², a w południowo-wschodniej Polsce nawet 11,1-21,8 par na 10km². W Polsce mocny wzrost liczebności.